# Fareham
Fareham – miasto w Wielkiej Brytanii. w Anglii w hrabstwie Hampshire między Southampton a Portsmouth. Położone jest nad Zatoką Fareham przy ujściu rzeki Wallington. Miasto liczy 10800 mieszkańców. Wytwarza się tu czerwoną cegłę; jest również ośrodkiem wielu centrów informacji telefonicznej (call centre).

## Historia
Osadnictwo na terenach współczesnego miasta istniało już w starożytności, jednak miasto założono za czasów normańskich. Początkowo nosiło nazwę Ferneham, która przetrwała do dziś jako nazwa ratusza miejskiego. Domesday Book z roku 1086 podaje, że znajdowały się tu dwa młyny. Organizm miejski wytworzył się w XII wieku, i mimo że żyło tu tylko kilkuset mieszkańców, był ważnym ośrodkiem portowym, zwłaszcza dla eksportu drewna. W czasach nowożytnych ośrodek garbarski.

## Gospodarka
W mieście wytwarza się czerwoną cegłę, znaną w Anglii jako Fareham red brick. Zbudowano z niej m.in. londyński Royal Albert Hall. W mieście funkcjonuje wiele telefonicznych centrów informacji biznesowych – Fareham jest drugim pod względem liczby call centres miastem w Anglii. Ponadto w mieście rozwinął się przemysł elektrotechniczny, materiałów budowlanych, spożywczy, skórzany oraz stoczniowy.

## Miasta partnerskie
- Pulheim
- Vannes